# Mikroelement
Mikroelement se v majhnih količinah nahaja v organizmih kot kemični element. 
Poznamo naslednje mikroelemente: mangan, baker, železo, brom, silicij, litij, jod, molibden, kobalt, cink. Vsi našteti kemični elementi so pomembni v procesih, kjer aktivirajo hormone in uravnavajo različne fiziološke procese. Prevelika vsebnost elementov lahko zastruplja organizem , pomanjkanje pa povzroča pri vseh živih bitjih različna obolenja.